# Lisandra Salvador
Pour les articles homonymes, voir Salvador (homonymie).
Lisandra Isabel Joaquim Salvador, (née le 6 août 1990) est une joueuse angolaise de handball qui évolue au poste d'arrière gauche dans le club Primeiro de Agosto et elle est membre de l'équipe d'Angola de handball féminin.
Elle a représenté l'Angola au Championnat du monde de handball féminin 2013 en Serbie.

## Palmarès

### En équipe nationale
Championnats du monde
- 16e place au Championnat du monde 2013